# Karlanda landskommun
Karlanda landskommun var en tidigare kommun i Värmlands län.

## Administrativ historik
När 1862 års kommunalförordningar trädde i kraft inrättades denna landskommun i Karlanda socken i Nordmarks härad.
Vid kommunreformen 1952 upphörde kommunen då den uppgick i Holmedals landskommun som senare 1971 uppgick i Årjängs kommun.

## Politik

### Mandatfördelning i Karlanda landskommun 1938-1946
| 7 | 13 |

| 20 |

| 2 | 5 | 13 |

| 20 |

| 2 | 5 | 6 | 6 | 1 |

| 20 |